# Лис і мисливський пес 2
«Лис і мисливський пес 2» (англ. «The Fox and the Hound 2») — анімаційний фільм виробництва США. Продовження анімаційного фільму «Лис і мисливський пес», що випустила студія Діснея в 1981 році.
Продовження пригод відомої парочки — героїв першого фільму. Минаючи прем'єру на широкому екрані, другий фільм випустив підрозділ DisneyToon Studios в середині грудня 2006 року і він відразу став доступний у відеопрокаті для домашнього перегляду.
Мультфільм призначений як для дітей, так і для дорослих. Розрахований для перегляду в родинному колі. Без обмежень за віком, фільму в Америці був привласнений кінематографічний рейтинг «G».
| Мультфільми | Це незавершена стаття про анімаційний фільм. Ви можете допомогти проєкту, виправивши або дописавши її. |